# Anton Bauer (Pomologe)
Anton Bauer (* 4. Juli 1931; † 4. November 2014) war ein deutscher Pomologe.

## Werdegang

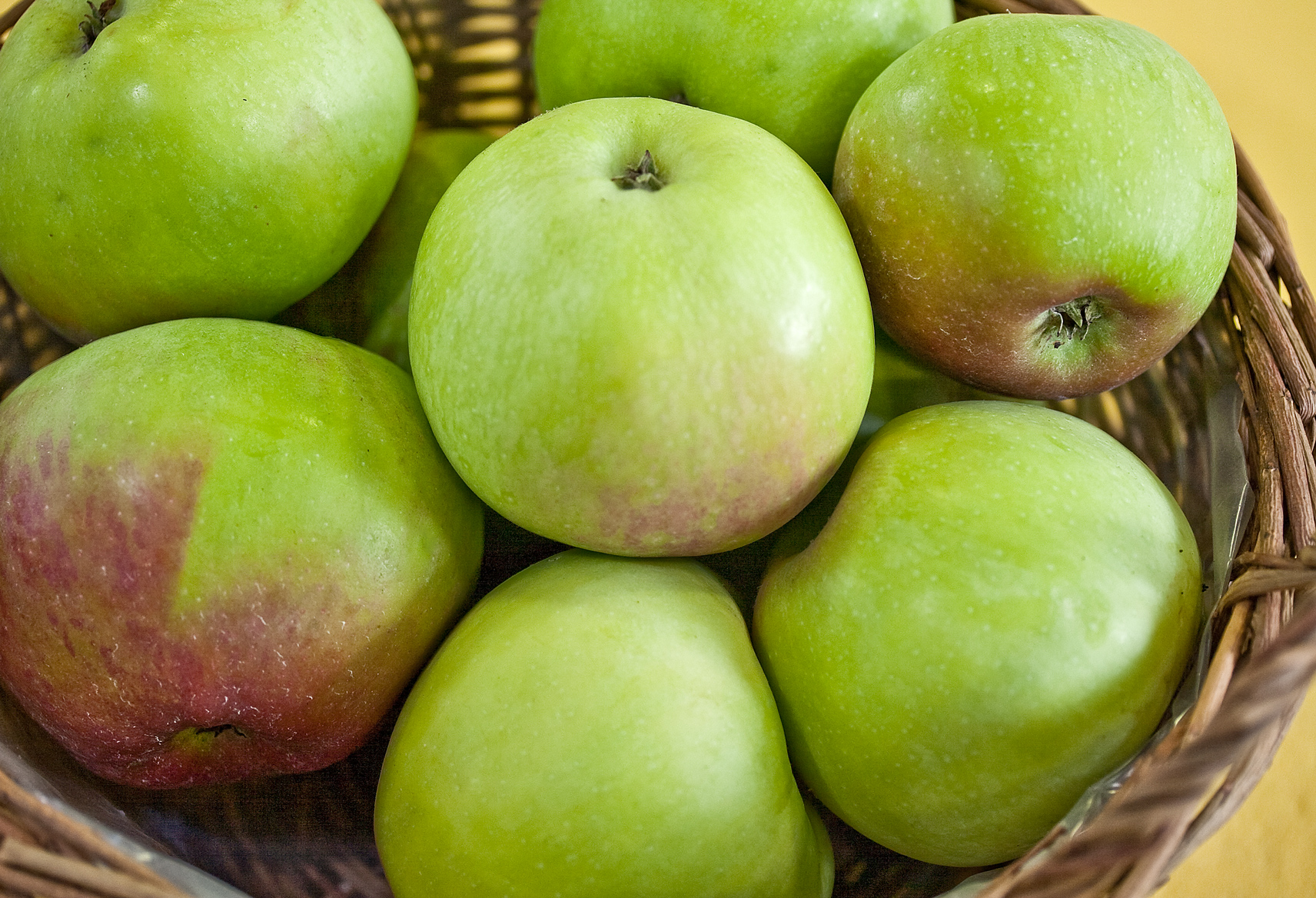
Korbiniansapfel

Bauer wuchs in Jarzt bei Freising (Oberbayern) auf. Frühe Erfahrungen im Obstbau erhielt er durch seinen Vater, der einen Obstgarten anlegte. Als Ministrant lernte er den „Apfelpfarrer“ Korbinian Aigner kennen, der im benachbarten Hohenbercha als Pfarrer wirkte, und wurde dessen Lehrling. Nach der Übernahme des väterlichen Obstgartens vergrößerte er ihn erheblich. Dort sammelte und pflegte er über 400 verschiedene Apfelsorten und etwa 200 weitere Obstsorten.
Besonderes Augenmerk legte er auf die Bewahrung des Lebenswerks von Korbinian Aigner. Nach dessen Tod im Oktober 1966 sorgte Bauer gemeinsam mit dem Bayerischen Landesverband für Obst- und Gartenbau dafür, dass Aigners bekannteste Züchtung, die Sorte „KZ-3“ den Namen 'Korbiniansapfel' erhielt und in den 1980er Jahren bayernweit verteilt wurde. Leider stellte sich um das Jahr 2014 aufgrund morphologischer und genetischer Vergleiche heraus, dass statt des Korbiniansapfels die in Norddeutschland verbreitete Sorte 'Stina Lohmann' veredelt wurde, die ebenfalls in Jarzt kultiviert wurde. Eine Suche nach dem "echten" Korbiniansapfel", auch in Hohenbercha, blieb bisher erfolglos.
Sein umfassendes obstbaukundliches Fachwissen gab Bauer in Vorträgen weiter. Auch als Initiator und Mitwirkender zahlreicher Obstausstellungen engagierte er sich für den Wissensaustausch.
Neben der Leitung seines Obstbaubetriebs setzte er sich in zahlreichen Ehrenämtern für die Belange der Landwirtschaft und des Gartenbaus ein. 1978 gründete er in seiner Heimatgemeinde Fahrenzhausen den Obst- und Gartenbauverein neu und wurde dessen erster Vorsitzender. Zudem war er über 20 Jahre lang Obmann des Ortsverbands Jarzt im Bayerischen Bauernverband sowie der Jarzter Jagdgenossenschaft.

## Ehrungen
- 1999: Goldene Rose des Bayerischen Landesverbandes für Obst- und Gartenbau
für sein außergewöhnliches Engagement für den Obstanbau und die Gartenkultur über die Grenzen seiner Heimat hinaus
- 8. Juli 2010: Staatsmedaille des Bayerischen Staatsministeriums für Ernährung, Landwirtschaft und Forsten
für seine großen Verdienste um den bayerischen Obstbau

## Film
- Pomologe aus Passion: Der Apfelzüchter Anton Bauer. in: Bayerischer Rundfunk: Zwischen Spessart und Karwendel, Erstausstrahlung 30. September 2006